# Indigofera kongwaensis
Indigofera kongwaensis är en ärtväxtart som beskrevs av Jan Bevington Gillett. Indigofera kongwaensis ingår i släktet indigosläktet, och familjen ärtväxter. Inga underarter finns listade i Catalogue of Life.